# الملهى (مسلسل تركي)
الملهى هو مسلسل دراما تركي من إخراج زينب جوناي تان وبطولة غوكتشه بهادر،باريش أردوتش،صالح باديمجي،فرات تانيس وميتين آكدولجير.تم عرض الموسم الأول من المسلسل على نتفليكس في 5 نوفمبر 2021.